# چاه ابوذر غفاری
چاه ابوذر غفاری یک منطقهٔ مسکونی در ایران است که در دهستان جلگه ماژان واقع شده‌است.